# La Grange (Texas)
|  | Dieser Artikel wurde aufgrund von inhaltlichen Mängeln auf der Qualitätssicherungsseite des Projektes USA eingetragen. Hilf mit, die Qualität dieses Artikels auf ein akzeptables Niveau zu bringen, und beteilige dich an der Diskussion! Eine nähere Beschreibung der zu behebenden Mängel fehlt. |

La Grange ist die Hauptstadt des Fayette Countys in Texas. Das U.S. Census Bureau hat bei der Volkszählung 2020 eine Einwohnerzahl von 4391 ermittelt.
Sie liegt am Colorado River (Golf von Mexiko), etwa in der Mitte von Austin, San Antonio und Houston.
Bekannt wurde die Stadt insbesondere durch das Lied La Grange der US-amerikanischen Bluesrock-Band ZZ Top von 1973, einer Hommage an das Bordell Chicken Ranch außerhalb der Stadtgrenze von La Grange.

## Partnerstädte
- Frenštát pod Radhoštěm, Tschechien

## Söhne und Töchter der Stadt
- Scott White (1856–1935), Politiker (Demokratische Partei)
- Robert Tecumtha Browne (1882–1978), afroamerikanischer Lehrer, Philosoph und Hermetiker